# Malaika Mihambo
Malaika Mihambo (Heidelberg, 3 febbraio 1994) è una lunghista tedesca, campionessa olimpica a Tokyo 2020 e campionessa mondiale a Doha 2019 e a Oregon 2022.

## Biografia
Malaika Mihambo nasce il 3 febbraio 1994 nella città di Heidelberg, da padre originario di Zanzibar e madre tedesca. Dopo aver acquisito esperienza nel balletto, ginnastica e judo, inizia a praticare l'atletica leggera all'età di otto anni. Si unisce quindi alla squadra LG Kurpfalz, dove viene allenata da Ralf Weber all'età di undici anni. Successivamente frequenta la scuola internazionale di Heidelberg, terminando i propri studi nel 2012. Nel medesimo anno si iscrive a scienze politiche presso l'Università di Mannheim, dove ottiene anche una borsa di studio.
A Mosca 2013 si ferma nella fase delle qualificazioni con una misura di 6,49 m, non sufficiente per raggiungere almeno i 6,57 m di Brittney Reese. L'8 luglio 2016 conquista la medaglia di bronzo agli Europei di Amsterdam, facendo registrare una misura di 6,65 metri alle spalle della serba Ivana Španović (6,94 m) e della britannica Jazmin Sawyers (6,86 m). Ai Giochi olimpici di Tokyo 2020 vince la medaglia d'oro con la misura di 7,00 m all'ultimo tentativo, che la piazza davanti a Brittney Reese e alla nigeriana Ese Brume (entrambe fermatesi a 6,97 m).
Tra il 2022 ed il 2024 conquista un argento olimpico a Parigi 2024, un oro mondiale a Oregon 2022 ed un oro e un argento europei.

## Progressione

### Salto in lungo
| Stagione | Misura | Luogo          | Data      | Rank. Mond. |
| -------- | ------ | -------------- | --------- | ----------- |
| 2023     | 6,57 m | Firenze        | 2-6-2023  |             |
| 2022     | 7,12 m | Eugene         | 24-7-2022 |             |
| 2021     | 7,00 m | Tokyo          | 3-8-2021  |             |
| 2020     | 7,03 m | Dessau         | 8-9-2020  |             |
| 2019     | 7,30 m | Doha           | 6-10-2019 | 1ª          |
| 2016     | 6,95 m | Rio de Janeiro | 17-8-2016 |             |
| 2015     | 6,84 m | Pechino        | 27-8-2015 |             |
| 2014     | 6,90 m | Braunschweig   | 22-6-2014 |             |
| 2013     | 6,70 m | Rieti          | 21-7-2013 |             |
| 2012     | 6,32 m | Mannheim       | 24-6-2012 |             |
| 2011     | 6,40 m | Jena           | 6-8-2011  |             |
| 2010     | 5,96 m | Mosca          | 21-5-2010 |             |

## Palmarès
| Anno | Manifestazione  | Sede           | Evento         | Risultato | Prestazione | Note                                                                    |
| ---- | --------------- | -------------- | -------------- | --------- | ----------- | ----------------------------------------------------------------------- |
| 2012 | Mondiali U20    | Barcellona     | Salto in lungo | 14ª (q)   | 6,15 m      |                                                                         |
| 2013 | Mondiali        | Mosca          | Salto in lungo | 18ª (q)   | 6,49 m      |                                                                         |
| 2013 | Europei U20     | Rieti          | Salto in lungo | Oro       | 6,70 m      | Miglior prestazione personale                                           |
| 2014 | Europei         | Zurigo         | Salto in lungo | 4ª        | 6,65 m      |                                                                         |
| 2015 | Europei U23     | Tallinn        | Salto in lungo | Oro       | 6,73 m      |                                                                         |
| 2015 | Mondiali        | Pechino        | Salto in lungo | 6ª        | 6,79 m      |                                                                         |
| 2016 | Europei         | Amsterdam      | Salto in lungo | Bronzo    | 6,65 m      |                                                                         |
| 2016 | Giochi olimpici | Rio de Janeiro | Salto in lungo | 4ª        | 6,95 m      | Miglior prestazione personale                                           |
| 2018 | Mondiali indoor | Birmingham     | Salto in lungo | 5ª        | 6,64 m      |                                                                         |
| 2018 | Europei         | Berlino        | Salto in lungo | Oro       | 6,75 m      |                                                                         |
| 2019 | Europei indoor  | Glasgow        | Salto in lungo | 4ª        | 6,83 m      |                                                                         |
| 2019 | Mondiali        | Doha           | Salto in lungo | Oro       | 7,30 m      | Miglior prestazione mondiale stagionale · Miglior prestazione personale |
| 2021 | Europei indoor  | Toruń          | Salto in lungo | Argento   | 6,88 m      | Miglior prestazione personale stagionale                                |
| 2021 | Giochi olimpici | Tokyo          | Salto in lungo | Oro       | 7,00 m      | Miglior prestazione personale stagionale                                |
| 2022 | Mondiali        | Eugene         | Salto in lungo | Oro       | 7,12 m      | Miglior prestazione personale stagionale                                |
| 2022 | Europei         | Monaco         | Salto in lungo | Argento   | 7,03 m      |                                                                         |
| 2023 | Europei indoor  | Istanbul       | Salto in lungo | 4ª        | 6,83 m      |                                                                         |
| 2024 | Europei         | Roma           | Salto in lungo | Oro       | 7,22 m      | Miglior prestazione europea stagionale                                  |
| 2024 | Giochi olimpici | Parigi         | Salto in lungo | Argento   | 6,98 m      |                                                                         |
| 2025 | Europei indoor  | Apeldoorn      | Salto in lungo | Bronzo    | 6,88 m      |                                                                         |

## Altre competizioni internazionali
2014
- Campionati europei a squadre di atletica leggera ( Braunschweig)

2019
- Vincitrice della Diamond League nella specialità del salto in lungo